# I Hate You I Love You
I Hate You I Love You è una webserie thailandese diretta da Songyos Sugmakanan e pubblicata da Line TV tra il 2016 e il 2017 in cinque episodi (più uno speciale).

## Trama
Cinque diversi ragazzi sono alle prese con amore e gelosia, tra relazioni turbolente improntate sul sesso e vendette personali.

## Personaggi e interpreti

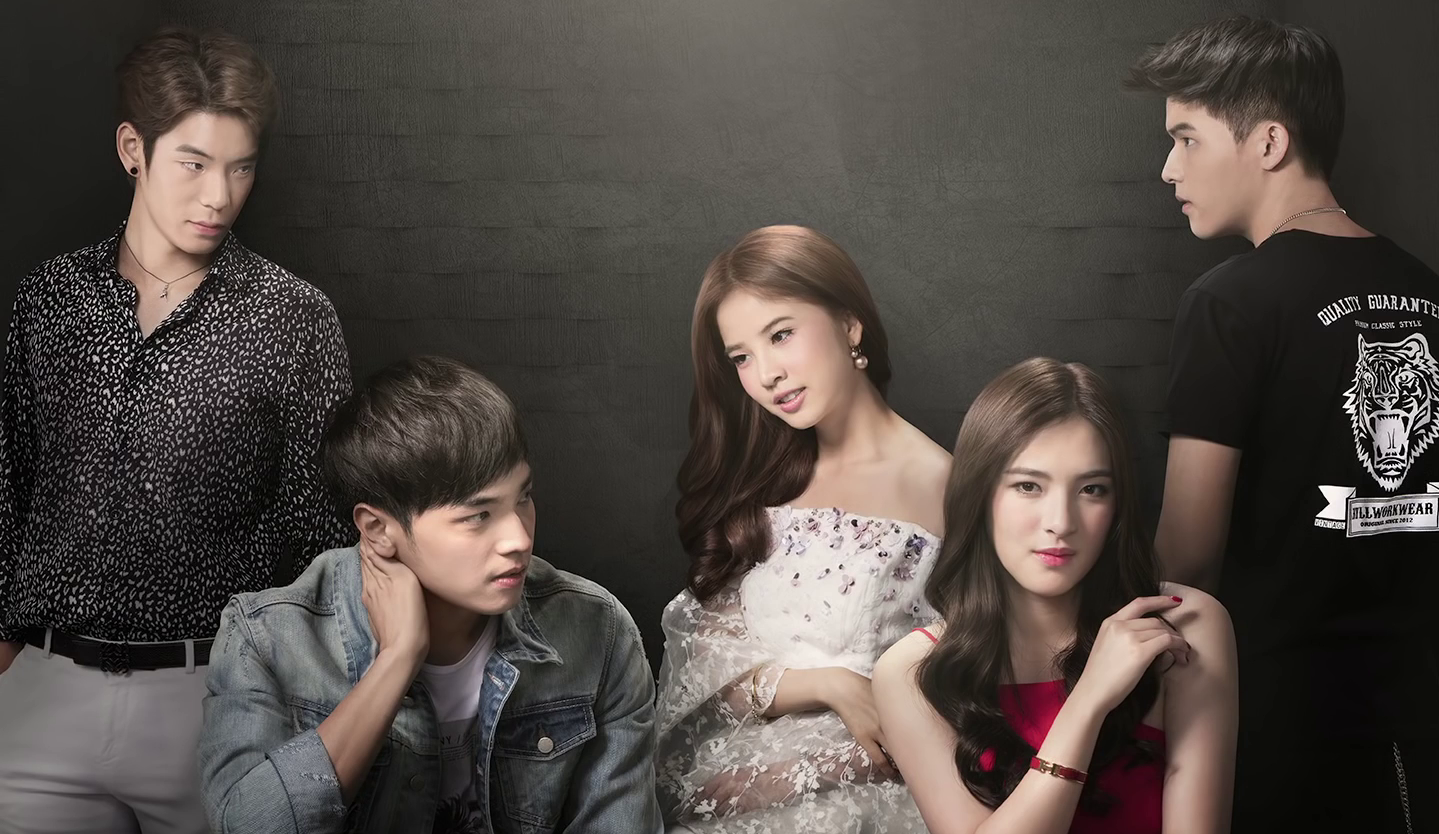
Il cast principale della serie, da sinistra: JJ, Oab, Fon, PunPun e Sky

### Principali
- Nana, interpretata da Sutatta Udomsilp "PunPun".
- Jo, interpretato da Wongravee Nateetorn "Sky".
- Tiger, interpretato da Kritsanapoom Pibulsonggram "JJ".
- Ai, interpretato da Oabnithi Wiwattanawarang "Oab".
- Sol, interpretata da Sananthachat Thanapatpisal "Fon".

### Ricorrenti
- Krapao, interpretata da Narupornkamol Chaisang "Praew".
- Watt, interpretato da Sirachuch Chienthaworn "Michael".

## Episodi
| Stagione       | Episodi | Prima TV  |
| -------------- | ------- | --------- |
| Prima stagione | 5+1     | 2016-2017 |

La serie è stata preceduta da un episodio speciale introduttivo il 17 settembre 2016, una settimana prima dell'inizio vero e proprio, in cui vengono mostrati dietro le quinte e interviste.